# 雪莉 (明尼蘇達州)
雪莉（英語：Shirley）是位於美國明尼蘇達州波爾克縣的一個非建制地區。

## 地理
雪莉所處的海拔為高於海平面276米（即906英呎），而該地所採用的時區為UTC-6，即北美中部時區（CST）。同時該地設有夏令時間，為UTC-6調快一小時，即UTC-5（CDT）。